# Universidad Trinity Washington
La Universidad Trinity Washington (Trinity Washington University en idioma inglés y oficialmente) es una universidad privada, católica, situada en Washington D. C., Estados Unidos. Es una universidad para mujeres.

## Historia
Fue fundada en 1897 por las Hermanas de Nuestra Señora de Namur como universidad femenina con el nombre de Trinity College. Se eligió el barrio de Brookland, donde ya había otras instituciones católicas de educación y donde permanece hasta hoy en día. 
En septiembre de 2004 cambió su nombre al actual de Universidad Trinity Washington.

## Escuelas y facultades
La universidad consta de cuatro escuelas y facultades:
- Facultad de Artes y Ciencias (College of Arts and Sciences)
- Escuela de Educación (School of Education)
- Escuela de Estudios Profesionales (School of Professional Studies)
- Escuela de Enfermería y Profesiones Sanitarias (School of Nursing and Health Professions)

## Deportes
Los equipos deportivos de la universidad, denominados Trinity Tigers, compiten en la Great South Athletic Conference de la División III de la NCAA.

## Alumnas famosas
- Nancy Pelosi, expresidenta de la Cámara de Representantes de Estados Unidos.
- Kathleen Sebelius, exgobernadora de Kansas.